# Григор'євка (Шаранський район)
Григо́р'євка (рос. Григорьевка, башк. Григорьевка) — присілок у складі Шаранського району Башкортостану, Росія. Входить до складу Мічурінської сільської ради.
Населення — 4 особи (2010; 4 у 2002).
Національний склад:
- росіяни — 100 %